# A Real Madrid CF 2008–2009-es szezonja
A Real Madrid CF 2008–2009-es szezonja a csapat 105. idénye volt fennállása óta, sorozatban a 78. a spanyol első osztályban.

## Mezek
Gyártó: Adidas/
mezszponzor: bwin
|  | Hazai | Vendég | Harmadik |

## Átigazolások

### Érkezők
| Mezszám | Poz. | Nemzet   | Név                     | Kor | EU | Honnan                 | Szerződés megnevezése | Átigazolási időszak | Szerződés vége              | Átigazolás összege | Forrás |
| ------- | ---- | -------- | ----------------------- | --- | -- | ---------------------- | --------------------- | ------------------- | --------------------------- | ------------------ | ------ |
| 23      | KP   | holland  | Rafael van der Vaart    | 25  | EU | Hamburger SV           | Átigazolás            | Nyár                | 2013                        | 13M €              |        |
| 24      | KP   | spanyol  | Javi García             | 21  | EU | CA Osasuna             | Átigazolás            | Nyár                | 2012                        | 4M €               |        |
| 18      | KP   | spanyol  | Rubén de la Red         | 23  | EU | Getafe                 | Átigazolás            | Nyár                | 2014                        | 4.7M €             |        |
|         | V    | argentin | Ezequiel Garay          | 21  | EU | Racing de Santander    | Átigazolás            | Nyár                | 2014                        | 10M €              |        |
|         | KP   | spanyol  | Adrián González Morales | 19  | EU | Gimnàstic de Tarragona | Kölcsönből vissza     | Nyár                | nem hozották nyilvánosságra | N/A                |        |
|         | KP   | URU      | Pablo Gabriel García    | 31  | EU | Real Murcia            | Kölcsönből vissza     | Nyár                | nem hozották nyilvánosságra | N/A                |        |
|         | V    | spanyol  | Agus                    | 23  | EU | Celta Vigo             | Kölcsönből vissza     | Nyár                | nem hozották nyilvánosságra | N/A                |        |
|         | KP   | spanyol  | Esteban Granero         | 20  | EU | Getafe                 | Kölcsönből vissza     | Nyár                | nem hozották nyilvánosságra | N/A                |        |
| 19      | CS   | holland  | Klaas-Jan Huntelaar     | 25  | EU | Ajax                   | Átigazolás            | tél                 | 2013                        | 20M €              |        |
| 6       | KP   | francia  | Lassana Diarra          | 23  | EU | Portsmouth             | Átigazolás            | tél                 | 2012                        | 20M €              |        |
| 17      | KP   | spanyol  | Daniel Parejo           | 19  | EU | Queens Park Rangers    | Átigazolás            | tél                 | 2017                        | N/A                |        |
| 18      | KP   | francia  | Julien Faubert          | 25  | EU | West Ham United        | Kölcsönbe             | tél                 | 2009                        | Kölcsönbe          |        |

Összes kiadás: 71.7M €

### Távozók
| Mezszám | Poszt | Nemzet            | Név                  | Kor | EU          | Hová                | Ár        | jegyzet |
| ------- | ----- | ----------------- | -------------------- | --- | ----------- | ------------------- | --------- | ------- |
|         | KP    | spanyol           | Daniel Parejo        | 19  | EU          | Queens Park Rangers | kölcsönbe | N/A     |
|         | V     | argentin          | Ezequiel Garay       | 21  | EU          | Racing de Santander | N/A       |         |
|         | KP    | spanyol           | Adrián               | 20  | EU          | Getafe              | 2.2M €    |         |
| 18      | CS    | olasz             | Antonio Cassano      | 25  | EU          | Sampdoria           | ingyen    |         |
| 24      | V     | Egyenlítői-Guinea | Javier Balboa        | 23  | EU          | Benfica             | 4.5M €    |         |
|         | KP    | spanyol           | Esteban Granero      | 20  | EU          | Getafe              | 5M €      |         |
| 9       | CS    | spanyol           | Roberto Soldado      | 23  | EU          | Getafe              | 4M €      |         |
| 19      | KP    | brazil            | Júlio Baptista       | 26  | EU          | AS Roma             | 12M €     |         |
| 10      | CS    | brazil            | Robinho              | 24  | EU-n kívüli | Manchester City     | 42M €     |         |
|         | KP    | URU               | Pablo Gabriel García | 31  | EU          | PAÓK                | ingyen    |         |

Összes bevétel:  69.7M €

## La Liga
Győzelem
      Döntetlen
      Vereség
| Forduló | Ellenfél               | H/V | Eredmény |
| ------- | ---------------------- | --- | -------- |
| 1       | Deportivo de La Coruña | V   | 2–1      |
| 2       | Numancia               | H   | 4–3      |
| 3       | Racing de Santander    | V   | 0–2      |
| 4       | Sporting Gijón         | H   | 7–1      |
| 5       | Real Betis             | V   | 1–2      |
| 6       | Espanyol               | H   | 2–2      |
| 7       | Atlético Madrid        | V   | 1–2      |
| 8       | Athletic Bilbao        | H   | 3–2      |
| 9       | Almería                | V   | 1–1      |
| 10      | Málaga                 | V   | 4–3      |
| 11      | Real Valladolid        | V   | 1–0      |
| 12      | Recreativo Huelva      | H   | 1–0      |
| 13      | Getafe                 | V   | 3–1      |
| 14      | Sevilla                | H   | 3–4      |
| 15      | Barcelona              | V   | 2–0      |
| 16      | Valencia               | H   | 1–0      |
| 17      | Villarreal             | H   | 1–0      |
| 18      | Mallorca               | V   | 0–3      |
| 19      | Osasuna                | H   | 3–1      |

| Forduló | Ellenfél               | H/V | Eredmény |
| ------- | ---------------------- | --- | -------- |
| 20      | Deportivo de La Coruña | H   | 1–0      |
| 21      | Numancia               | V   | 0–2      |
| 22      | Racing Santander       | H   | 1–0      |
| 23      | Sporting Gijón         | V   | 0–4      |
| 24      | Real Betis             | H   | 6–1      |
| 25      | Espanyol               | V   | 0–2      |
| 26      | Atlético Madrid        | H   | 1–1      |
| 27      | Athletic Bilbao        | V   | 2–5      |
| 28      | Almería                | H   | 3–0      |
| 29      | Málaga                 | V   | 0–1      |
| 30      | Real Valladolid        | H   | 2–0      |
| 31      | Recreativo Huelva      | V   | 0–1      |
| 32      | Getafe                 | H   | 3–2      |
| 33      | Sevilla                | V   | 2–4      |
| 34      | Barcelona              | H   | 2–6      |
| 35      | Valencia               | V   | 3–0      |
| 36      | Villarreal             | V   | 3–2      |
| 37      | Mallorca               | H   | 1–3      |
| 38      | Osasuna                | V   | 2–1      |

## Spanyol szuperkupa

### Első mérkőzés
| 2008. augusztus 17. 22:05 |

| Valencia                       | 3–2         | Real Madrid            |
| ------------------------------ | ----------- | ---------------------- |
| Mata 55' Villa 58' Vicente 80' | Jegyzőkönyv | Van Nistelrooy 13' 67' |

| Mestalla, Valencia Nézőszám: 35,000 Játékvezető: Luis Medina Cantalejo |

| Valencia | Real Madrid |

|             |    |                    |     |     |
|             |    |                    |     |     |
| K           | 1  | Timo Hildebrand    |     |     |
| JV          | 23 | Miguel             |     |     |
| KV          | 4  | Raúl Albiol        |     |     |
| KV          | 20 | Alexis             |     |     |
| JV          | 24 | Emiliano Moretti   |     |     |
| K           | 8  | Rubén Baraja (c)   |     | 74' |
| K           | 6  | David Albelda      | 41' |     |
| K           | 17 | Joaquín            |     | 64' |
| K           | 21 | David Silva        |     |     |
| K           | 16 | Juan Mata          |     | 71' |
| CF          | 7  | David Villa        | 23' |     |
| Cserék:     |    |                    |     |     |
| K           | 25 | Vicente Guaita     |     |     |
| hátvéd      | 15 | Iván Helguera      |     |     |
| K           | 12 | Manuel Fernandes   |     | 74' |
| K           | 22 | Edu                |     |     |
| K           | 11 | Pablo Hernández    |     | 64' |
| K           | 14 | Vicente            |     | 71' |
| CS          | 9  | Fernando Morientes |     |     |
| Vezetőedző: |    |                    |     |     |
| Unai Emery  |    |                    |     |     |

|                |    |                      |     |     |
|                |    |                      |     |     |
|                |    |                      |     |     |
| K              | 1  | Iker Casillas        |     |     |
| V              | 2  | Míchel Salgado       |     | 63' |
| V              | 24 | Javi García          | 50' |     |
| V              | 16 | Gabriel Heinze       |     |     |
| V              | 22 | Miguel Torres        |     |     |
| K              | 6  | Mahamadou Diarra     |     |     |
| K              | 18 | Rubén de la Red      |     |     |
| K              | 7  | Raúl (c)             |     | 74' |
| K              | 19 | Rafael van der Vaart |     |     |
| K              | 10 | Robinho              |     | 63' |
| CS             | 17 | Ruud van Nistelrooy  |     |     |
| Cserék:        |    |                      |     |     |
| K              | 25 | Jerzy Dudek          |     |     |
| CS             | 21 | Christoph Metzelder  |     |     |
| V              | 4  | Sergio Ramos         |     | 63' |
| K              | 14 | Guti                 |     | 74' |
| K              | 11 | Arjen Robben         |     | 63' |
| CS             | 20 | Gonzalo Higuaín      |     |     |
| CS             | 9  | Javier Saviola       |     |     |
| Vezetőedző:    |    |                      |     |     |
| Bernd Schuster |    |                      |     |     |

### Második mérkőzés
| 2008. augusztus 24. 22:00 |

| Real Madrid                                                 | 4–2         | Valencia                |
| ----------------------------------------------------------- | ----------- | ----------------------- |
| Van Nistelrooy 11' (50) Ramos 77' De la Red 86' Higuaín 89' | Jegyzőkönyv | Silva 32' Morientes 90' |

| Santiago Bernabéu, Madrid Nézőszám: 60,000 Játékvezető: Eduardo Iturralde González |

| Real Madrid | Valencia |

|                |    |                      |          |     |
|                |    |                      |          |     |
|                |    |                      |          |     |
| K              | 1  | Iker Casillas        |          |     |
| V              | 4  | Sergio Ramos         |          |     |
| V              | 3  | Pepe                 |          |     |
| V              | 16 | Gabriel Heinze       | 72'      |     |
| V              | 22 | Miguel Torres        |          | 63' |
| V              | 6  | Mahamadou Diarra     |          |     |
| KP             | 14 | Guti                 |          | 78' |
| KP             | 7  | Raúl (c)             |          | 80' |
| KP             | 19 | Rafael van der Vaart | 39′      |     |
| KP             | 11 | Arjen Robben         |          |     |
| CS             | 17 | Ruud van Nistelrooy  | 53′, 72′ |     |
| Cserék:        |    |                      |          |     |
| K              | 25 | Jerzy Dudek          |          |     |
| V              | 24 | Javi García          |          |     |
| V              | 12 | Marcelo              |          |     |
| K              | 15 | Royston Drenthe      |          | 63' |
| K              | 18 | Rubén de la Red      |          | 78' |
| CS             | 10 | Robinho              |          |     |
| CS             | 20 | Gonzalo Higuaín      |          | 80' |
| Vezetőedző:    |    |                      |          |     |
| Bernd Schuster |    |                      |          |     |

|             |    |                    |     |     |
|             |    |                    |     |     |
| K           | 1  | Timo Hildebrand    |     |     |
| V           | 23 | Miguel             |     |     |
| V           | 4  | Raúl Albiol        | 48' | 81' |
| V           | 20 | Alexis             |     |     |
| V           | 24 | Emiliano Moretti   |     |     |
| KP          | 8  | Rubén Baraja       |     |     |
| KP          | 6  | David Albelda (c)  |     |     |
| KP          | 17 | Joaquín            |     | 67' |
| KP          | 21 | David Silva        |     |     |
| KP          | 16 | Juan Mata          |     | 59' |
| CS          | 7  | David Villa        |     |     |
| Cserék:     |    |                    |     |     |
| K           | 25 | Vicente Guaita     |     |     |
| V           | 15 | Iván Helguera      |     |     |
| KP          | 12 | Manuel Fernandes   |     |     |
| KP          | 22 | Edu                |     |     |
| KP          | 11 | Pablo Hernández    |     | 67' |
| KP          | 14 | Vicente            |     | 59' |
| CS          | 9  | Fernando Morientes |     | 81' |
| Vezetőedző: |    |                    |     |     |
| Unai Emery  |    |                    |     |     |

## Bajnokok Ligája

### 1. mérkőzés
| 2009. február 25. 20:45 |

| Real Madrid CF | 0–1               | Liverpool FC |
| -------------- | ----------------- | ------------ |
|                | (0–0) Jegyzőkönyv | Benajun 82'  |

| Estadio Santiago Bernabéu, Madrid Nézőszám: 71 579 Játékvezető: Roberto Rosetti (olasz) |

### 2. mérkőzés
| 2009. március 10. 20:45 |

| Liverpool FC                                      | 4–0               | Real Madrid CF |
| ------------------------------------------------- | ----------------- | -------------- |
| Torres 16' Gerrard 28' (11-esből) 47' Dossena 88' | (2–0) Jegyzőkönyv |                |

| Anfield, Liverpool Nézőszám: 45 276 Játékvezető: Frank De Bleeckere (belga) |

## Végeredmény
Utoljára frissítve: 2009. június 1.
| Hely | Csapat           | M  | Gy | D  | V  | Rg  | Kg | Gk  | P  | Megjegyzés                         |
| ---- | ---------------- | -- | -- | -- | -- | --- | -- | --- | -- | ---------------------------------- |
| 1    | Barcelona        | 38 | 27 | 6  | 5  | 105 | 35 | +70 | 87 | UEFA-bajnokok ligája (csoportkör)  |
| 2    | Real Madrid      | 38 | 25 | 3  | 10 | 83  | 52 | +31 | 78 | UEFA-bajnokok ligája (csoportkör)  |
| 3    | Sevilla          | 38 | 21 | 7  | 10 | 54  | 39 | +15 | 70 | UEFA-bajnokok ligája (csoportkör)  |
| 4    | Atlético Madrid  | 38 | 20 | 7  | 11 | 80  | 57 | +23 | 67 | UEFA-bajnokok ligája (rájátszás)   |
| 5    | Villarreal       | 38 | 18 | 11 | 9  | 61  | 54 | +7  | 65 | Európa-liga (4. selejtező forduló) |
| 6    | Valencia         | 38 | 18 | 8  | 12 | 68  | 54 | +14 | 62 | Európa-liga (3. selejtező forduló) |
| 7    | Deportivo        | 38 | 16 | 10 | 12 | 48  | 47 | +1  | 58 |                                    |
| 8    | Málaga CF        | 38 | 15 | 10 | 13 | 55  | 59 | -4  | 55 |                                    |
| 9    | Mallorca         | 38 | 14 | 9  | 15 | 53  | 60 | –7  | 51 |                                    |
| 10   | Espanyol         | 38 | 12 | 11 | 15 | 46  | 49 | –3  | 47 |                                    |
| 11   | Almería          | 38 | 13 | 7  | 18 | 45  | 61 | –16 | 46 |                                    |
| 12   | Racing Santander | 38 | 12 | 10 | 16 | 49  | 48 | +1  | 46 |                                    |
| 13   | Athletic Bilbao  | 38 | 12 | 8  | 18 | 47  | 62 | –15 | 44 |                                    |
| 14   | Sporting Gijón   | 38 | 14 | 1  | 23 | 47  | 79 | –32 | 43 |                                    |
| 15   | Osasuna          | 38 | 10 | 13 | 15 | 41  | 47 | –6  | 43 |                                    |
| 16   | Valladolid       | 38 | 12 | 7  | 19 | 46  | 58 | –12 | 43 |                                    |
| 17   | Getafe           | 38 | 10 | 12 | 16 | 50  | 56 | –6  | 42 |                                    |
| 18   | Betis            | 38 | 10 | 12 | 16 | 51  | 58 | –7  | 42 | Kiesők a Segunda Divisiónba        |
| 19   | Numancia         | 38 | 10 | 5  | 23 | 38  | 69 | –31 | 35 | Kiesők a Segunda Divisiónba        |
| 20   | Recreativo       | 38 | 8  | 9  | 21 | 34  | 57 | –23 | 33 | Kiesők a Segunda Divisiónba        |

M = Játszott mérkőzések; Gy = Győzelem; D = Döntetlen; V = Vereség; Rg = Rúgott gólok; Kg = Kapott gólok; Gk = Gólkülönbség; P = Pontszám

Osztályozási szabályok: 1. pontok száma; 2. egymás ellen gyűjtött pontok; 3. egymás elleni gólkülönbség; 4. egymás ellen lőtt gólok száma; 5. gólkülönbség; 6. lőtt gólok

Forrás: Marca

## Külső hivatkozások
- Hivatalos weboldal